# Faucaria tigrina
Faucaria tigrina, és una espècie de planta suculenta que pertany a la família de les aïzoàcies. És originària de Sud-àfrica.

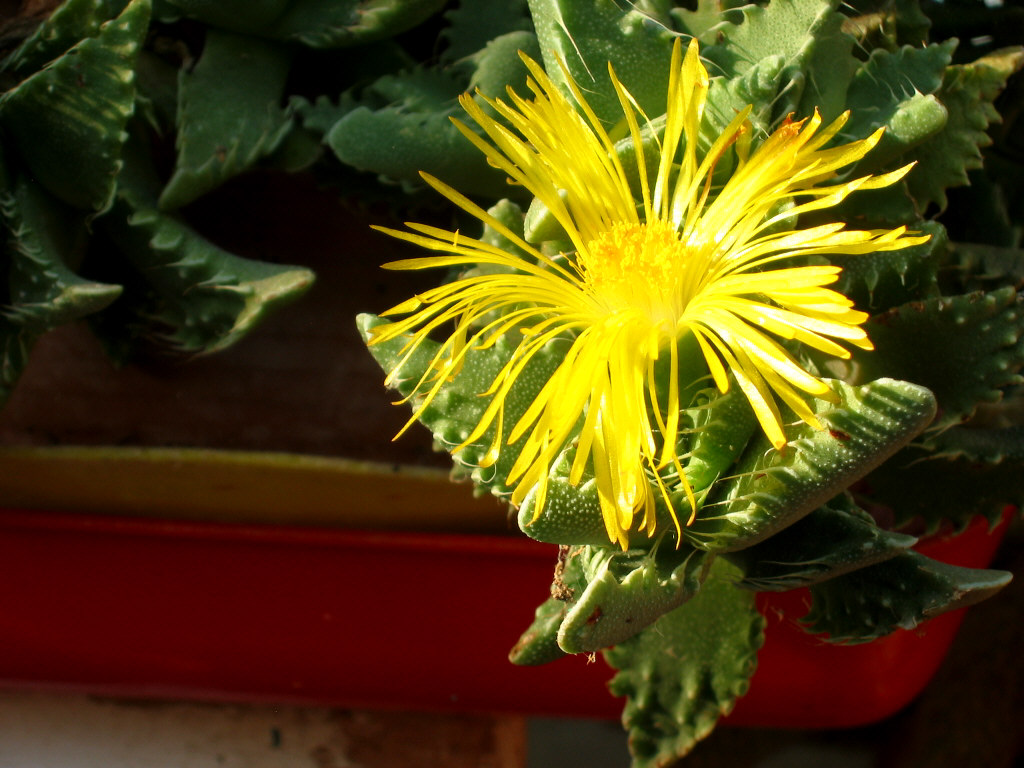
Detall de la flor

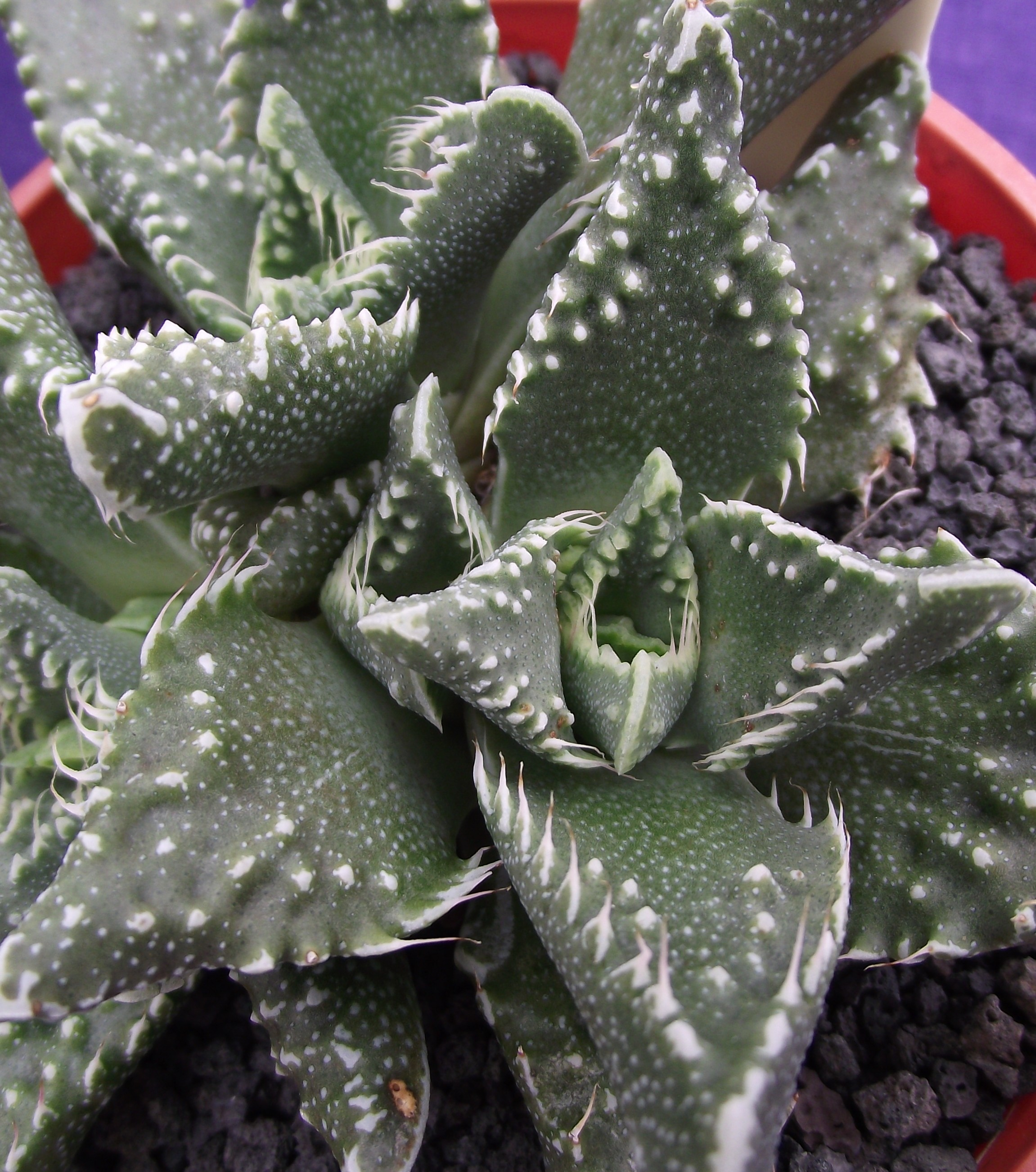
Vista de la planta

## Descripció
Faucaria tigrina és una petita planta suculenta perennifòlia que forma grups que creix fins a 15 cm d'alçada. Les fulles són de color verd a violaci al sol directe, amb fins a 10 dents suaus i blanques disposades en parells oposats a les vores. Són gruixudes, triangulars, de fins a 5 cm de llarg. Les flors són grogues, de fins a 5 cm de diàmetre i apareixen durant el dia a la tardor i a l'hivern.
Creix en forma de roseta sobre una curta tija d'arrels carnoses. Cada roseta està composta entre 6 o 8 fulles decusades i gruixudes, gairebé semicilíndriques a la zona basal on es tendeix a convertir en aquillades cap a la meitat, són de forma romboïdal o entre espatulada i una mica allargada a lanceolada, en els marges posseeixen uns agullons cartilaginosos molt corbats cap a l'interior i freqüentment amb arestes.

## Distribució i hàbitat
Faucaria tigrina creix a una altitud de 550 a 920 metres i creix concretament a la província sud-africana del Cap Oriental.

## Taxonomia
Faucaria tigrina va ser descrit per (Haw.) Schwantes i publicat a ''Zeitschrift für Sukkulentenkunde. Berlin 2: 177. 1926.
Etimologia
Faucaria: nom genèric que deriva de la paraula fauces = "boca" en al·lusió a l'aspecte de boca que tenen les fulles de la planta.
tigrina: epítet llatí que significa "com un tigre"
Sinonímia
- Mesembryanthemum tigrinum Haw. (1795) basiònim
- Faucaria tigrina f. splendens Jacobsen i G.D.Rowley[6]